# Gymplatanthera chodatii
Gymplatanthera chodatii är en orkidéart som först beskrevs av Alfred Lendner och Schroet., och fick sitt nu gällande namn av E.G.Camus, Bergon och Aimée Antoinette Camus. Gymplatanthera chodatii ingår i släktet Gymplatanthera och familjen orkidéer. Inga underarter finns listade i Catalogue of Life.